# Maremma laziale

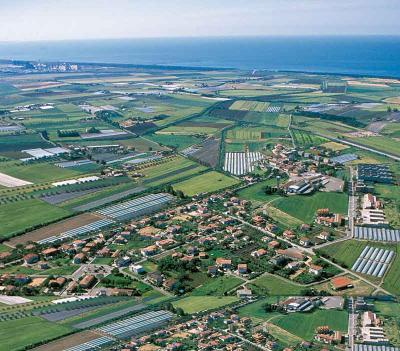
La campagna maremmana presso Pescia Romana

La Maremma laziale è il territorio della Maremma situato nel Lazio, che interessa la fascia costiera settentrionale della regione, delimitata a nord dall'ultimo tratto del fiume Chiarone, che segna il confine con la Maremma grossetana e la regione Toscana.

## Geografia

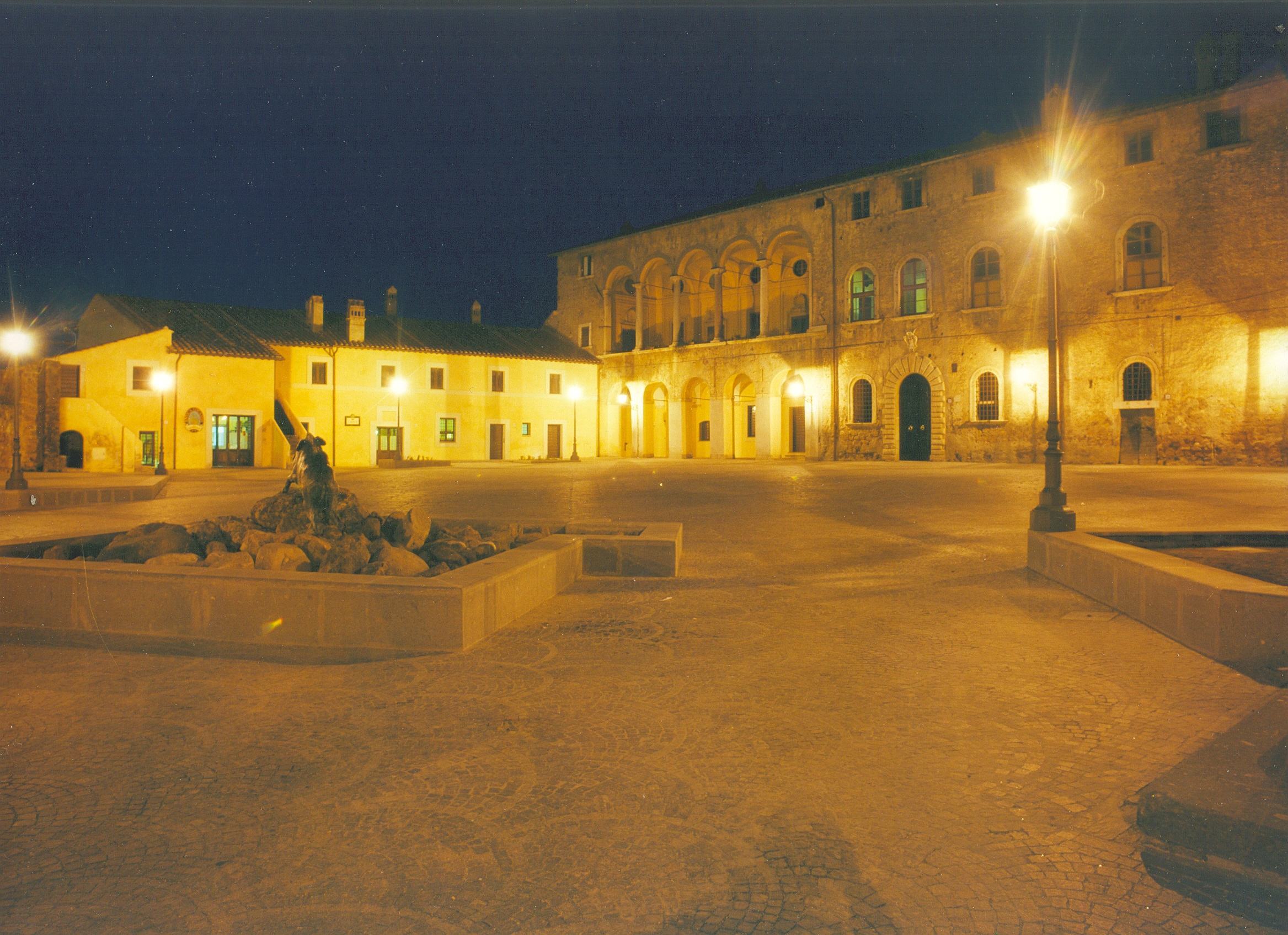
Cerveteri

Il territorio interessa l'intera parte occidentale della provincia di Viterbo, comprendendo i comuni di Montalto di Castro e Tarquinia lungo la fascia costiera e le aree pianeggianti dei territori comunali di Canino e Tuscania nell'entroterra, dove segue le valli dei fiumi Fiora, Arrone e Marta. All'estremità meridionale, la Maremma laziale include anche l'estremità settentrionale del litorale della provincia di Roma, fino e oltre il promontorio di capo Linaro presso Civitavecchia a raggiungere Ladispoli e Cerveteri con il Monumento Naturale Palude di Torre Flavia; nell'entroterra vi è compresa anche parte del parco naturale regionale del complesso lacuale di Bracciano - Martignano.

### Clima
L'area è caratterizzata da un clima tipicamente mediterraneo, soprattutto lungo la fascia costiera, con inverni raramente freddi ed estati moderatamente calde e ventilate. Dal punto di vista pluviometrico, la zona risulta essere piuttosto penalizzata, con precipitazioni che si aggirano mediamente tra i 600 e i 750 mm (valori minimi inferiori a 600 mm lungo la fascia costiera del comune di Montalto di Castro, nei pressi del confine con la Toscana); spesso l'intera area è sottoposta a periodi siccitosi, al limite delle condizioni di aridità.

## Luoghi d'interesse

Scorcio di Vulci

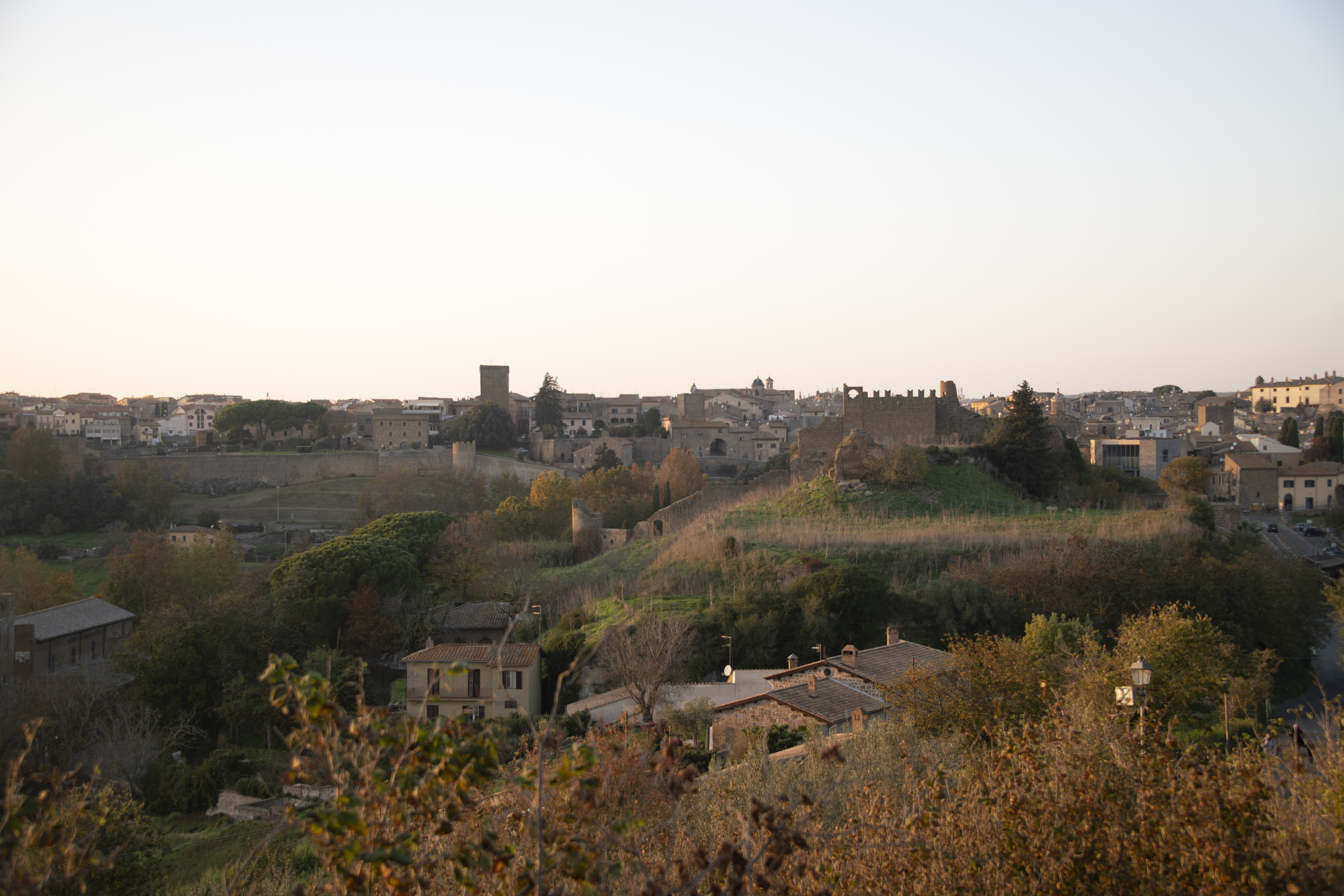
Tuscania

### Centri storici
- Tarquinia
- Tuscania
- Cellere
- Civitavecchia
- Montalto di Castro
- Cerveteri
- Canino

### Aree archeologiche
- Vulci
- Area archeologica di Tarquinia (necropoli dei Monterozzi)
- Area archeologica di Tuscania (necropoli di Pian di Mola)
- Area archeologica di Cerveteri (necropoli della Banditaccia)